# Ангольские редколесья миомбо
Ангольские редколесья миомбо — экологический регион, расположенный на территории центральной Анголы захватывающиий территорию Демократической Республики Конго и Замбии. Статус сохранности экорегиона оценивается как уязвимый, его специальный код — AT0701. Граничит с редколесьями мопане.

## Ландшафт
На территории экорегиона произрастают влажные саванны и широколиственные редколесья, чередующиеся в участками вторичных пастбищ. Северная его часть является частью бассейна реки Конго. Большая часть экорегиона находится на высоте от 1000 до 1500 м над уровнем моря. Почвы, как правило, бедные питательными веществами.

### Геология
Геология представляет собой смесь песчаников, глубоких эоловых песков, гнейсов и метаморфизованных отложений докембрийского фундаментального комплекса.

## Климат
Наибольшая концентрация осадков в летние месяцы. С уменьшением широты и увеличением высоты температура снижается. Среднегодовое количество осадков варьируется от 800 мм на юге до примерно 1400 мм на севере и западе. Средние максимальные температуры составляют около 30 °C на юге, опускаясь до 27 °C на большей части территории экорегиона и снижаясь до 24 °C на возвышенностях. Минимальные температуры колеблются от 15 °C до 18 °C в низменных районах и до 9 °C на большей части возвышенностей в западной и центральной частях экорегиона.

## Флора и фауна

### Флора
Общее видовое богатство флоры экорегиона высокое. Растительность представлена небольшими лесными массивами с высотой полога от 5 до 10 м, возможно небольшим кустарниковым ярусом и травянистым покровом.
Преобладают виды из семейства бобовые, и подсемейства цезальпиниевые, особенно родов Isoberlinia и Julbernardia, которые редко встречаются за пределами лесов миомбо. Самыми распространёнными видами деревьев являются Brachystegia spiciformis, Copaifera baumiana и Julbernardia paniculata. По всему северо-востоку экорегиона разбросаны небольшие участки сухих вечнозелёных лесов с видами Cryptosepalum exfoliatum и Guibourtia coleosperma. Травянистый ярус имеет высоту до 2 м, преобладают несколько видов из родов Hyparrhenia, Loudetia и Tristachya и вид Monocymbium ceresiiforme. Большинство деревьев и кустарников сбрасывают листву в конце засушливого сезона, за несколько недель или за месяц до начала дождей деревья снова окрашивают местность своей преимущественно ярко-красной листвой.
На сезонно заболоченных почвах вдоль дренажных линий леса уступают место пастбищам, где преобладают виды родов Loudetia, Trachypogon, Tristachya и бородач. Часто между дренажными линиями и краем леса развиваются редкие леса с рассеянными видами родов Entadopsis, Piliostigma, аннона, уапака и эритрина. В центре и на северо-востоке экорегиона вдоль рек встречаются галерейные леса.

### Фауна
Богатство фауны умеренное, среди позвоночных лучше всего представлены птицы.
В экорегионе встречается 170 видов млекопитающих, из них 5 видов являются мелкими эндемичными млекопитающими, один из них, ангольская лазающая мышь, встречается только в этом экорегионе.
Жираф малочислен, встречается на юге экорегиона в поймах. Бушбок и желтоспинный дукер предпочитают более густые лесные массивы, обыкновенный водяной козёл и ситатунга встречаются на водно-болотных угодьях и болотах, а топи предпочитает открытую, травянистую и сезонно затопляемую среду обитания. Другие крупные млекопитающие включают бурчеллову зебру и обыкновенного бегемота, обитающих на юге и юго-востоке экорегиона. Хищных представляют ангольские генеты, гепарды, гиеновидные собаки, каракалы, львы, леопарды, лесные кошки, полосатые шакалы, пятнистые гиены и сервалы. Насекомоядные животные, такие как степной ящер или трубкозуб, питаются многочисленными муравьями и термитами.
Поскольку растения экорегиона растут на бедных почвах, ограничивается плотность крупных травоядных животных.
Несмотря на то, что орнитофауна богата видами, уровень эндемизма низок, только чернохвостая цистикола считается почти эндемичной для экорегиона. К типичным для лесов миомбо видам относятся Parus griseiventris, Sylvietta ruficapilla, ангольский каменный дрозд и мухоловка Бема. Птицы, размножающиеся в лесах миомбо, обычно имеют короткий сезон размножения и начинают гнездиться до или во время ранних дождей.
Растительность многих сезонно или постоянно затапливаемых районов, которые разбросаны по всему экорегиону, поддерживает множество водоплавающих птиц. К ним относятся ангольский золотой ткач, африканский марабу, крикливая цистикола, натальская желтобрюхая камышовка, рыжая камышовка, седлоклювый ябиру, серёжчатый журавль и цапля-голиаф.
Герпетофауна умеренно богата видами, с двумя строго эндемичными лягушками и одной почти эндемичной. Среди пресмыкающихся есть строго эндемичные виды, например, Bitis heraldica.

## Состояние экорегиона
Население распределено по экорегиону неравномерно, а его численность невелика из-за бедных почв, ограничивающих сельскохозяйственный потенциал, а также из-за присутствия мухи цеце. Плотность населения увеличивается в высокогорных районах на юго-западе, самая низкая плотность наблюдается на юго-востоке.
Важным экологическим фактором в лесах миомбо является огонь. Из-за сильной сезонности осадков растительность остаётся сухой в течение нескольких месяцев в году, а грозы в начале сезона дождей могут вызвать возгорание растительности. Помимо этого, люди часто сами поджигают траву для сельского хозяйства и, вероятно, делали это на протяжении тысячелетий. Другими важными ударами по растительности экорегиона стали гражданская война в Анголе, вырубка деревьев и расчистка больших территорий для добычи древесного угля.
В экорегионе есть ряд охраняемых территорий, все они находятся в Анголе. Например, национальный парк Камея, который представляет собой огромную сезонно затопляемую травянистую равнину.

## Провинции, полностью или частично расположенные в экорегионе
- Ангола: все, кроме провинций Заире, Кабинда, Уиже и города Луанда;
- ДР Конго: Кванго, Квилу;
- Замбия: Северо-Западная провинция.